# Kanton Évry-Nord
Kanton Évry-Nord je francouzský kanton v departementu Essonne v regionu Île-de-France. Vznikl 24. ledna 1985 rozdělením původního Kantonu Évry na severní a jižní část.

## Složení kantonu
| Obec          | Počet obyvatel (2009) | PSČ   | INSEE       |
| ------------- | --------------------- | ----- | ----------- |
| Courcouronnes | 14 029                | 91080 | 91 2 39 182 |
| Évry          | 52 403                | 91000 | 91 2 97 228 |